# Kulan
Kulan (n. 1164 – d. 1215) a fost una dintre soțiile lui Ginghis Han, a cărei frumusețe este cântată în folclorul mongol și care făcea parte dintr-un trib merkit. Când hanul tribului merkit s-a supus de bună voie lui Ginghis Han, ca dovadă a fidelității lui față de han, a trimis-o în dar pe fiica sa, frumoasa Kulan. Naia, ofițerul care asigura garda proaspetei soții a cuceritorului, pentru a nu cădea în mâna dușmanilor, a ținut-o pe Kulan ascunsă timp de 3 zile. Întârzierea l-a pus pe gânduri pe Ginghis Han, care a hotărât, cu toate protestele ofițerului, să-l execute pentru trădare. Numai intervenția lui Kulan, care i-a cerut lui Ginghis Han să constate dacă este sau nu vinovat (cu referire la normele morale după care se ghida hanul, cei care își apărau cu vitejie conducătorii erau oameni de încredere, așadar hanul îi răsplătea dacă i se supuneau lui, iar cei care își trădau liderii erau omorâți pe loc), l-a determinat pe han să-l ierte pe Naia, să-l facă omul lui de încredere pentru că, așa cum spunea hanul însuși „i se pot încredința afaceri importante”.